# Christkönig (Obersteinbach)

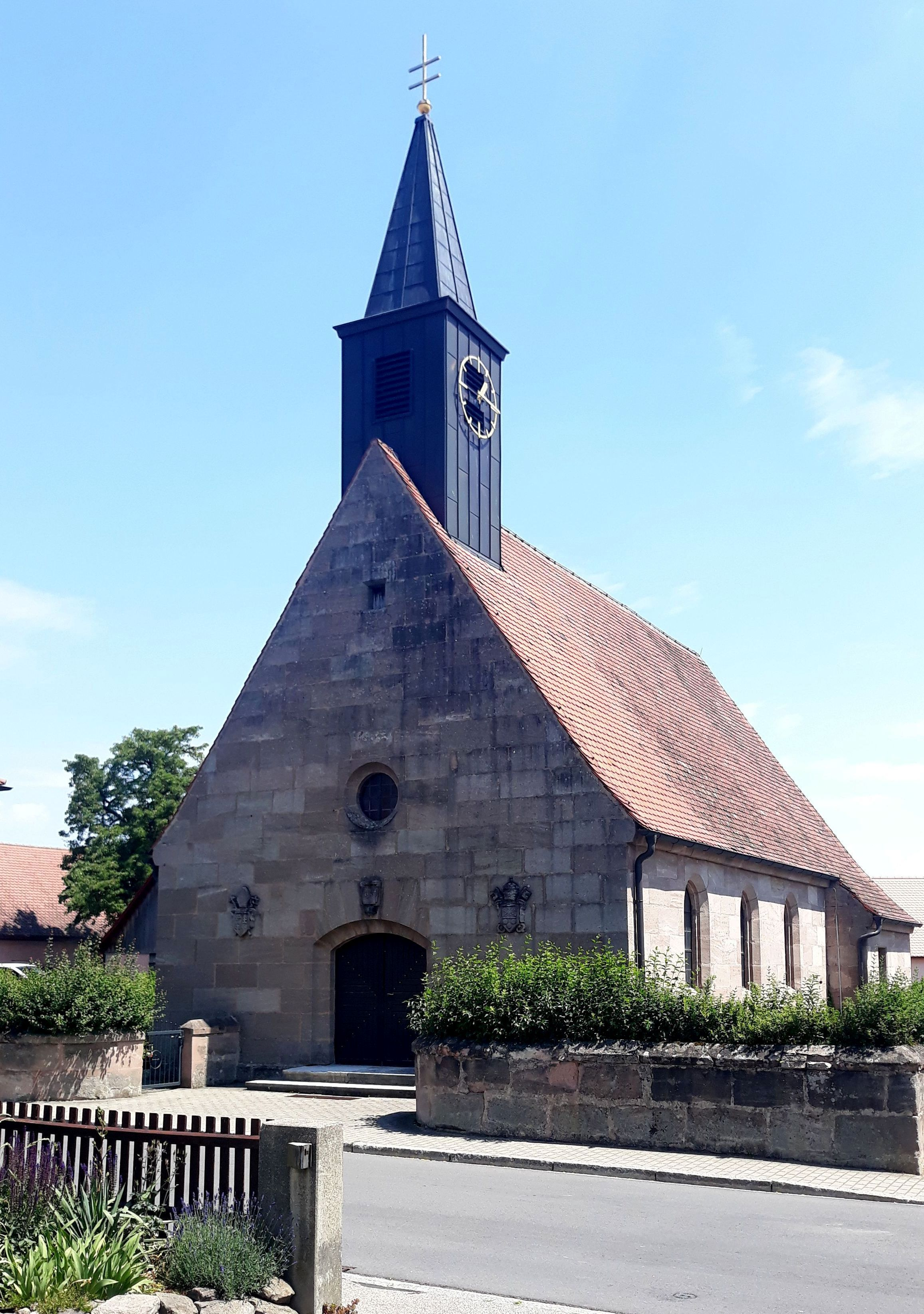
Christkönig in Obersteinbach

Die römisch-katholische, denkmalgeschützte Filialkirche Christkönig steht in Obersteinbach ob Gmünd, einem Gemeindeteil der Stadt Abenberg im Landkreis Roth (Mittelfranken, Bayern).  Das Bauwerk ist unter der Denkmalnummer D-5-76-111-140 als Baudenkmal in der Bayerischen Denkmalliste eingetragen. Die Kirche gehört zum Bistum Eichstätt.

## Beschreibung
Die giebelständige Saalkirche aus Quadermauerwerk wurde 1931 nach einem Entwurf von Winfried Leonhardt, dem Vater von Peter Leonhard erbaut. Sie besteht aus einem Langhaus, einem eingezogenen, gerade geschlossenen Chor im Osten und der Sakristei unter dem Schleppdach an der Südwand des Chors. Aus dem Satteldach des Langhauses erhebt sich im Westen ein quadratischer Dachreiter, der die Turmuhr und den Glockenstuhl beherbergt, und mit einem spitzen Pyramidendach bedeckt ist. Die Kirchenausstattung wurde zum großen Teil aus dem Vorgängerbau übernommen.